# Thevet-Saint-Julien
Thevet-Saint-Julien är en kommun i departementet Indre i regionen Centre-Val de Loire i de centrala delarna av Frankrike. Kommunen ligger i kantonen La Châtre som tillhör arrondissementet La Châtre. År 2022 hade Thevet-Saint-Julien 395 invånare.

## Befolkningsutveckling
Antalet invånare i kommunen Thevet-Saint-Julien
Referens:INSEE